# Spinnenkop (Gorredijk)
De spinnenkop uit het Friese Gorredijk is een spinnenkopmolen in het Nederlands Openluchtmuseum te Arnhem in de Nederlandse provincie Gelderland.
De molen werd oorspronkelijk rond 1800 in Gorredijk gebouwd en bleef daar tot 1922 in bedrijf. 
Het werd aan het openluchtmuseum geschonken en daar in 1925 weer opgebouwd en later nog op het museumterrein verplaatst. Het molentje is maalvaardig, maar is zelden in bedrijf. Wel wordt het molentje goed onderhouden.
Het gevlucht is Oud-Hollands opgehekt. De houten roeden zijn 9,50 m lang.
De houten bovenas is 2 m lang.
De vang is een trekvang.
De molen wordt op de wind gezet met een kruihaspel.
Het water wordt opgevoerd met een houten vijzel.

## Overbrengingen
- De overbrengingsverhouding is 1 : 1,36.
- Het bovenwiel heeft 40 kammen en de bovenbonkelaar heeft 24 kammen. De koningsspil draait hierdoor 1,67 keer sneller dan de bovenas. De steek, de afstand tussen de kammen, is 7,5 cm.
- De onderbonkelaar heeft 22 kammen en het vijzelwiel 27 kammen. De steek is 10,5 cm. De vijzel draait hierdoor 0,81 keer sneller dan de koningsspil en 1,36 keer sneller dan de bovenas. De steek is 8 cm.

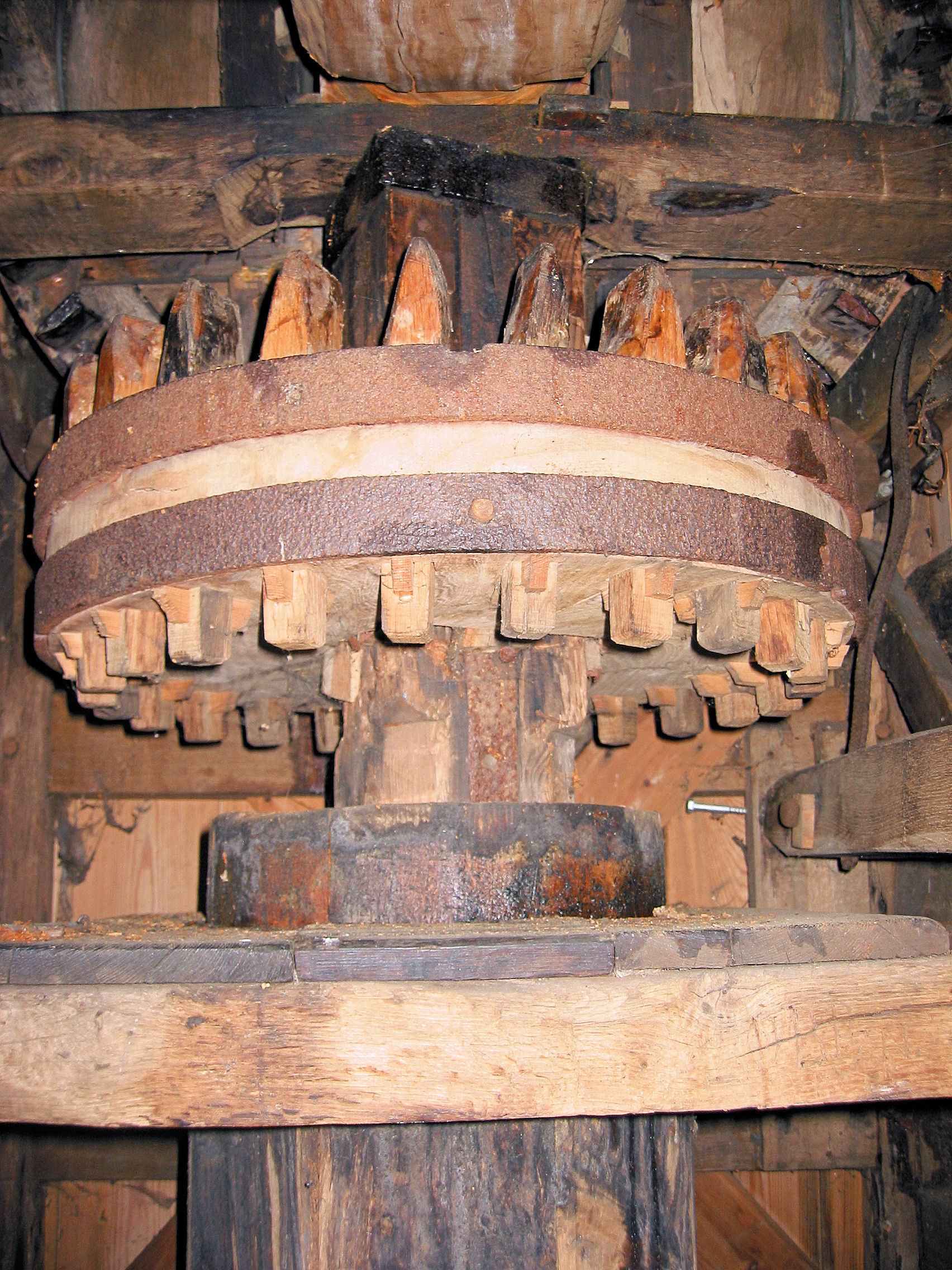
Bovenbonkelaar met kokerkraag
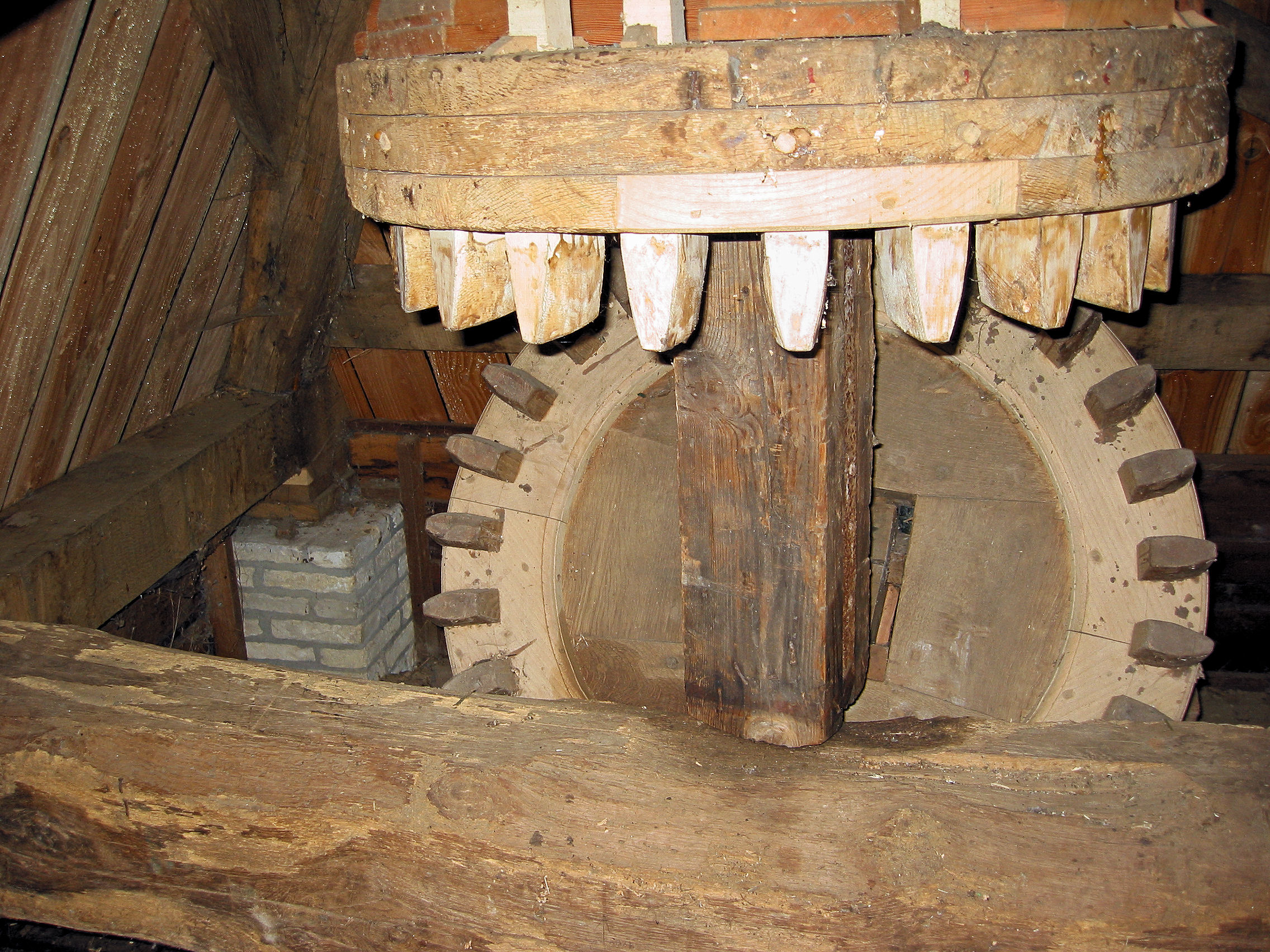
Onderbonkelaar met vijzelwiel
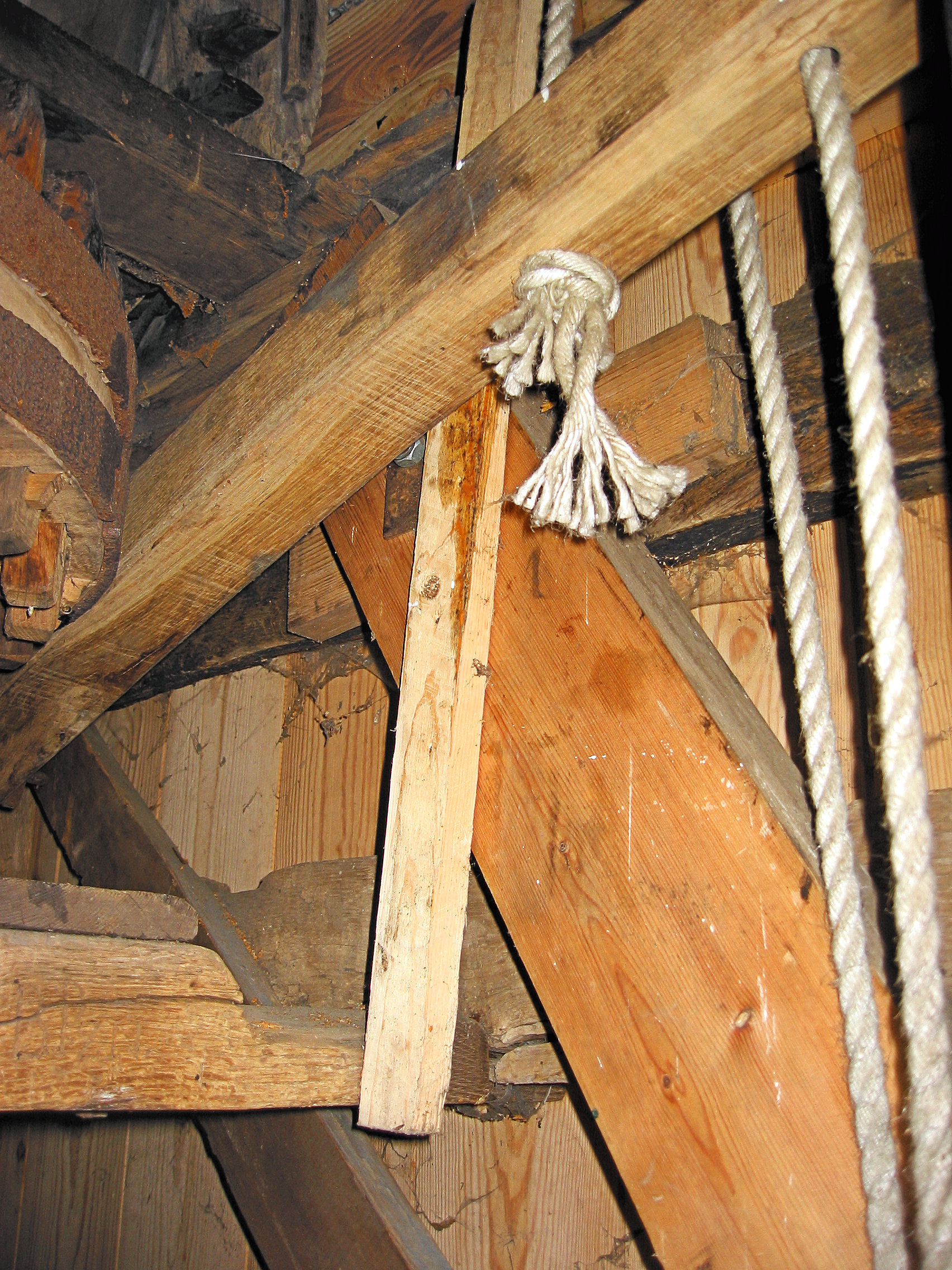
Trekvang
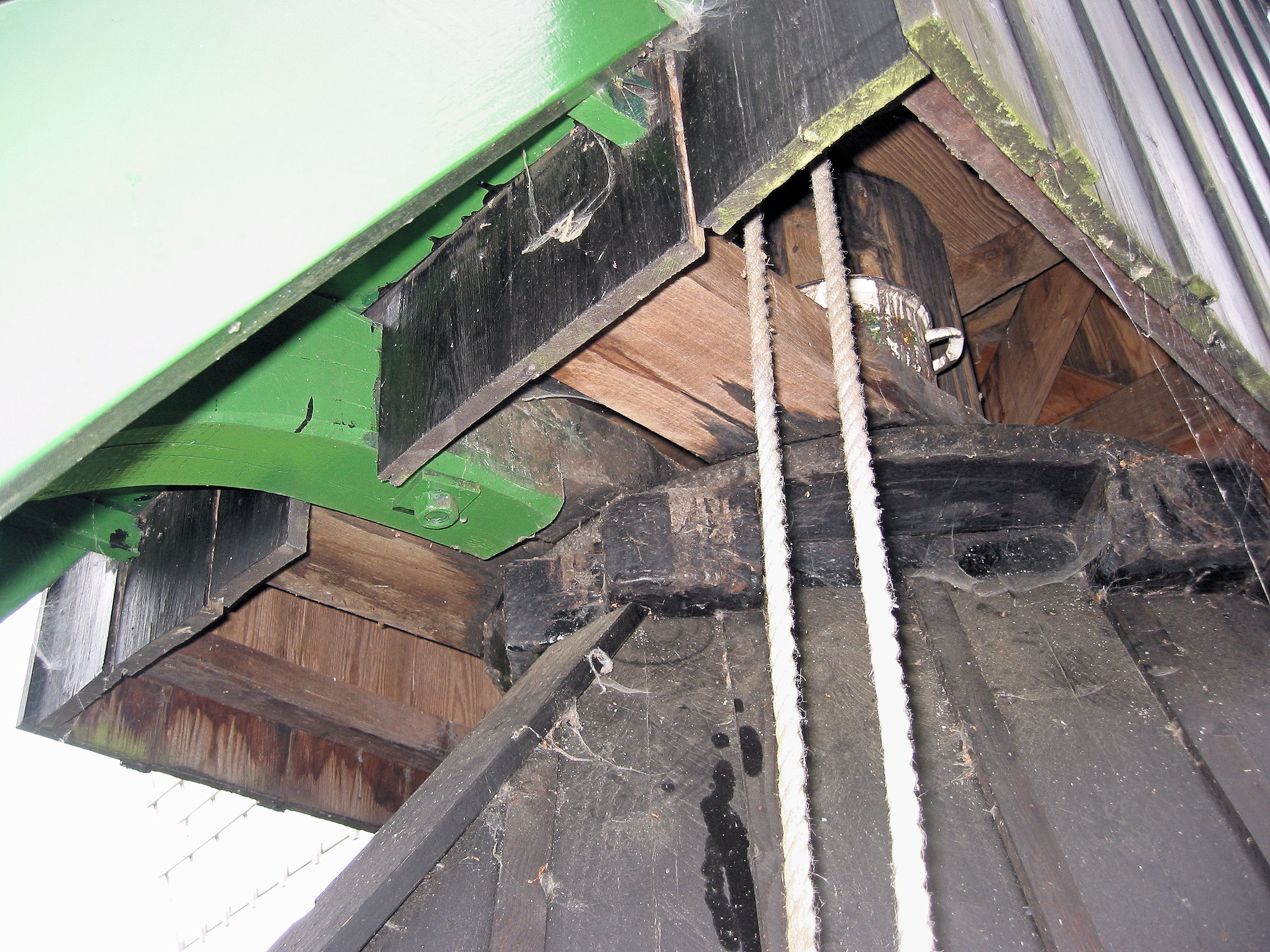
Zetelplaat